# كريستوفر مور (مؤلف)
كريستوفر مور (بالإنجليزية: Christopher Moore)‏ (1957، توليدو في الولايات المتحدة)؛ كاتب وروائي أمريكي.

## روابط خارجية
- كريستوفر مور على موقع IMDb (الإنجليزية)
- كريستوفر مور على موقع ميوزك برينز (الإنجليزية)